# Wilhelmshavener Raffinerie

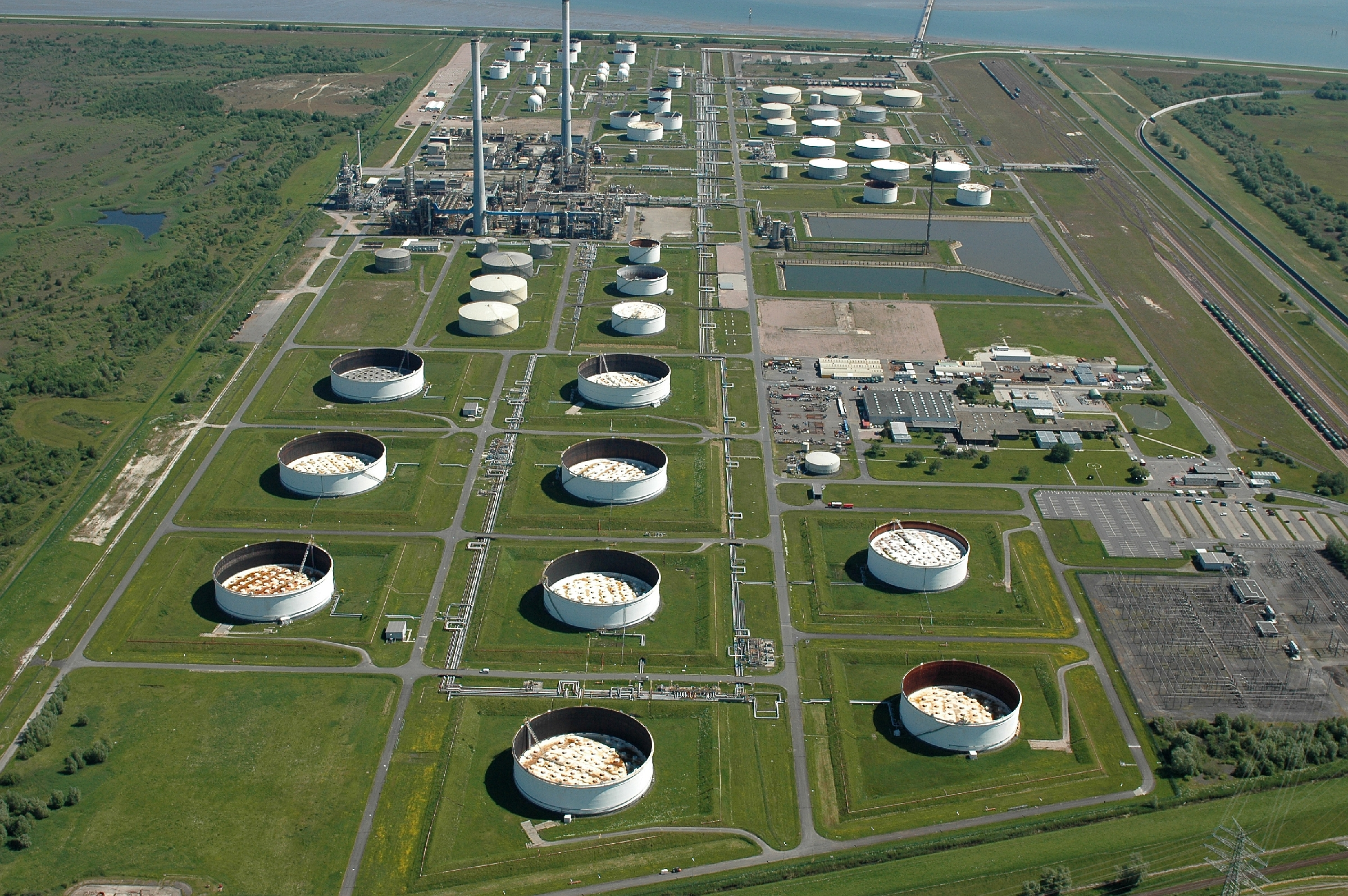
Luftbild der Raffinerie von Westen (2012)

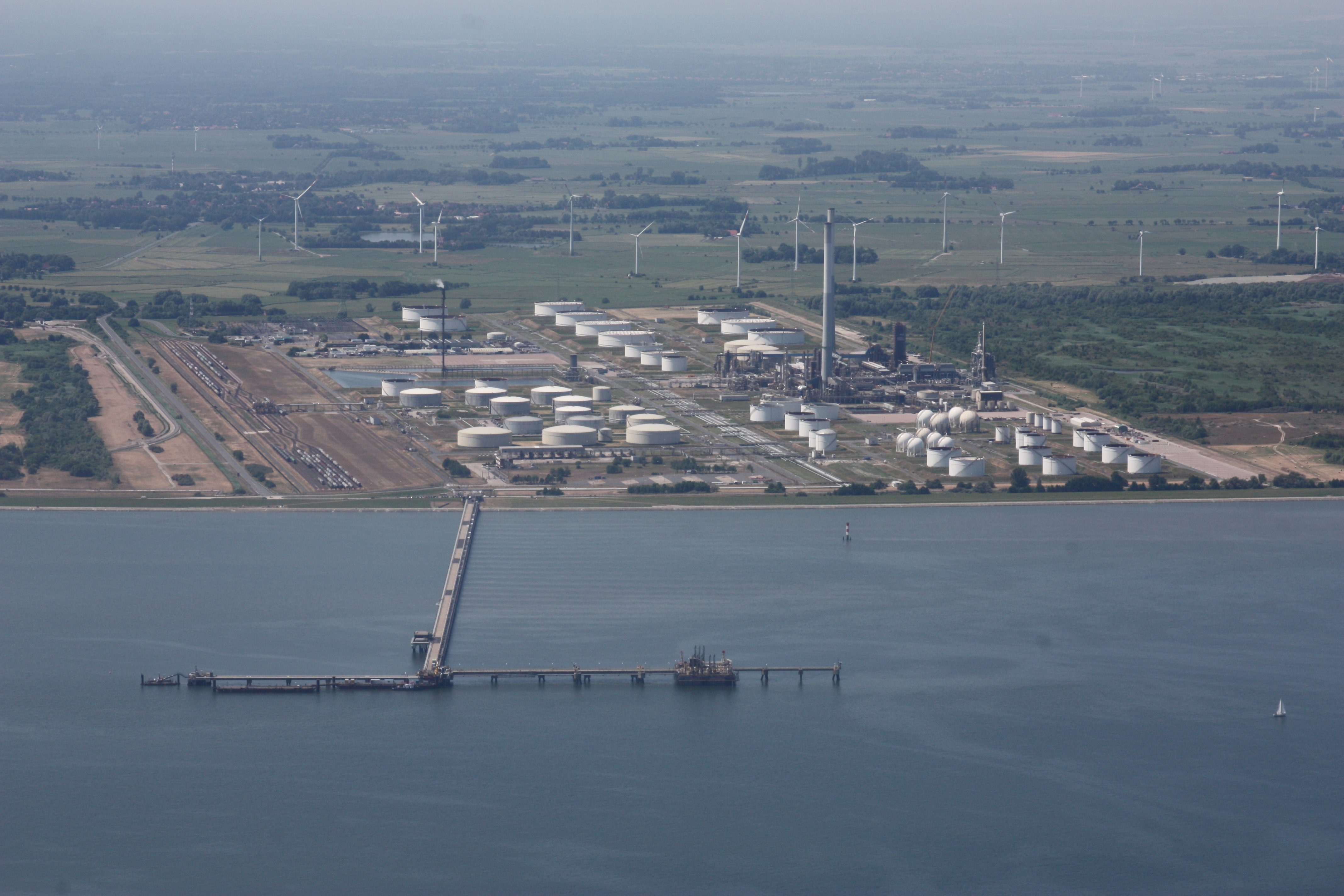
Luftbild, Blick nach Westen

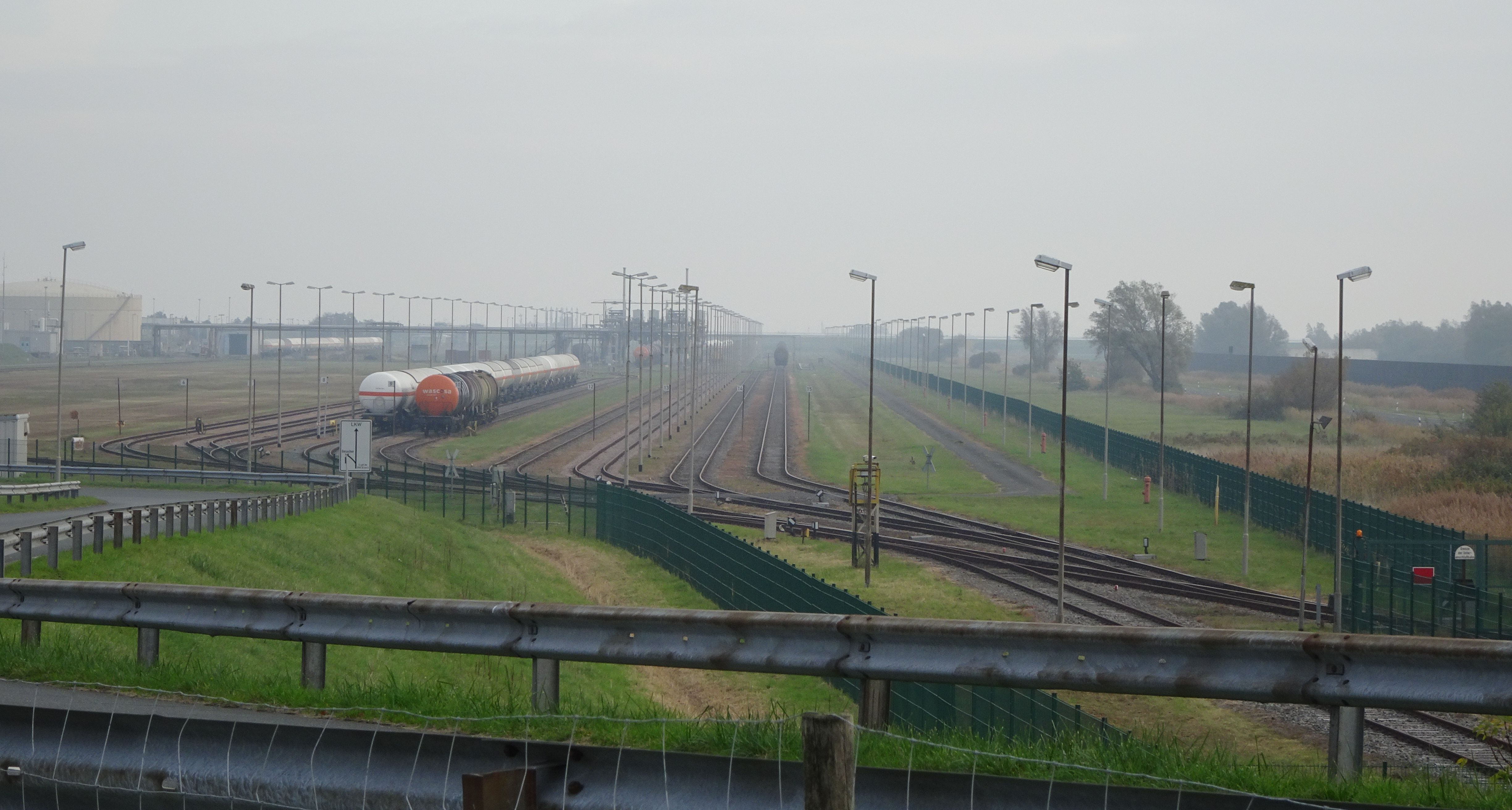
Gleisanlagen

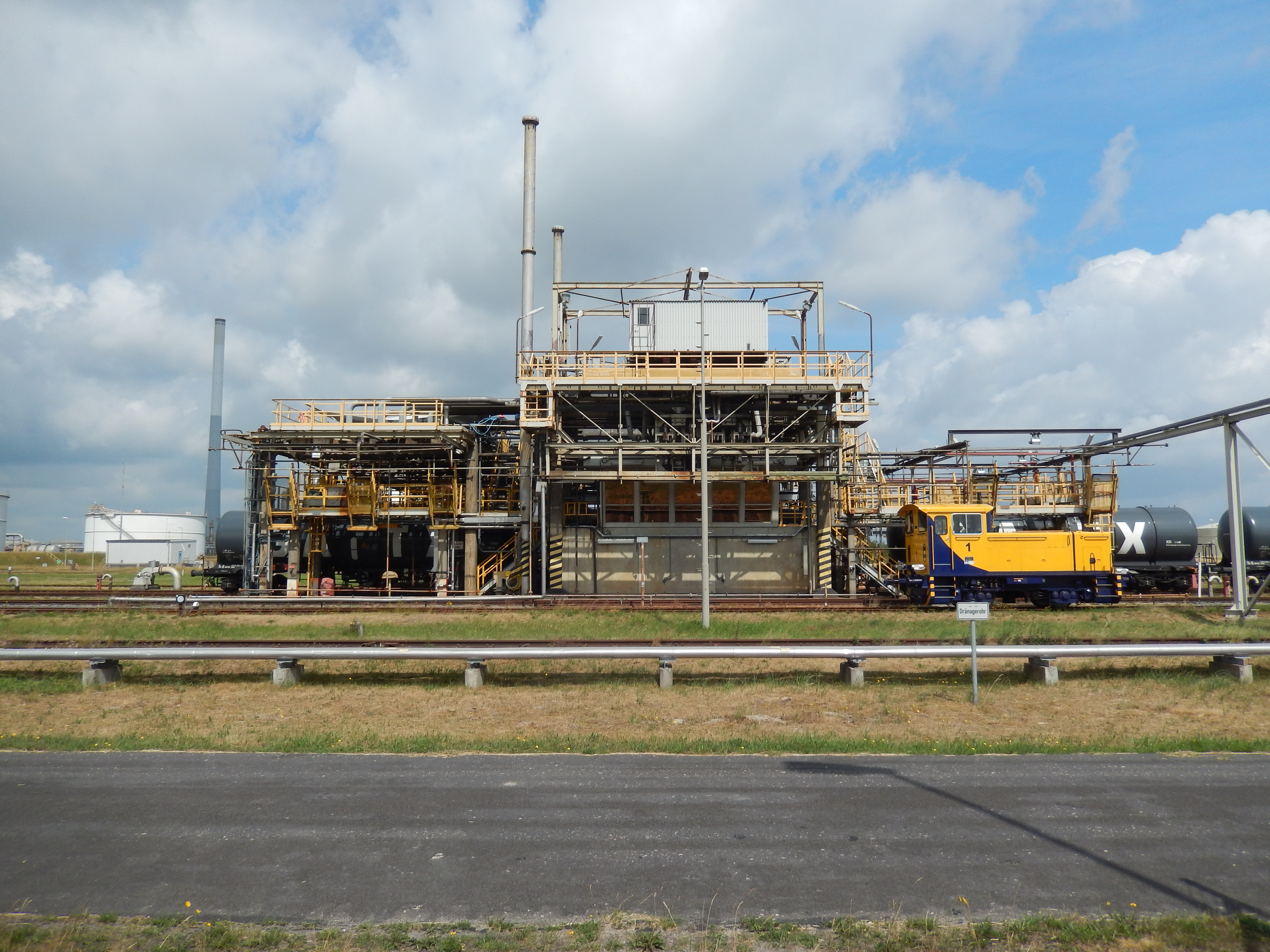
Verladestation für Bahnversand

Die Wilhelmshavener Raffinerie ist eine Erdölraffinerie mit Tanklager in Wilhelmshaven, die 1976 in Betrieb ging und die mehrfach den Betreiber wechselte und zeitweilig nur als Tanklager genutzt war. Derzeit wird sie von der HES Wilhelmshaven GmbH, einer Tochter der HES International (zuvor: Hestya Energy), betrieben.

## Geschichte
Die Geschichte der Wilhelmshavener Raffinerie begann am 21. Juni 1972 mit der Unterzeichnung eines Vertrags zwischen der Mobil Oil AG Deutschland, dem Land Niedersachsen und der Stadt Wilhelmshaven über den Bau einer Raffinerie im neu eingedeichten Voslapper Groden. Mit dem Bau wurde 1973 begonnen.
Bereits im September 1975, noch vor der Fertigstellung der Raffinerie, brachte der unter liberianischer Flagge betriebene Tanker „Monrovia“ die ersten 80.000 Tonnen Rohöl aus Algerien. Am 14. September 1976 begann Mobil Oil mit der Produktion. Die Ölkrise von 1979, die nachfolgende wirtschaftliche Rezession und der damit verbundene Rückgang beim Verbrauch von Mineralölprodukten führten am 31. März 1985 zur Einstellung der Produktion. Erst nach ihrem Verkauf an die Beta Raffinerie Wilhelmshaven GmbH wurde die Raffinerie am 1. September 1991 wieder in Betrieb genommen.
Am 25. Januar 1997 wurde die Beta-Raffinerie durch die Wilhelmshavener Raffineriegesellschaft mbH (heute: HES Wilhelmshaven GmbH) übernommen. Die Geschäfte gingen gut und am 7. Juni 2002 löschte der tausendste Tanker seit der Wiederinbetriebnahme 1997 seine Ladung. Im März 2006 ging die Raffinerie in den Besitz von ConocoPhillips über, die die Anlagen von der Louis Dreyfus Energy Holdings Ltd. kaufte.
Nachdem die Anlage ab Herbst 2009 und über den harten Winter 2009/2010 den Raffineriebetrieb eingestellt hatte, wurden bei ihrem Wiederanfahren Anfang Mai 2010 bei einem Brand die atmosphärische Destillationskolonne zerstört. Die Feuerwehr brachte den Brand damals unter Kontrolle, der Raffineriebetrieb konnte seitdem aber nicht mehr aufgenommen werden. Im Juli 2011 folgte schließlich nach fünf Jahren des Wartens die Ankündigung des US-Konzerns ConocoPhillips, dass man Überlegungen für eine Milliardeninvestition an der Jade verworfen habe. Die Anlage vor Ort wolle man entweder verkaufen oder als Tanklager fortführen. Der Inhalt der Tanks käme dann nicht mehr aus Wilhelmshaven, sondern von anderen Raffinerien.
2011 erwarb die damalige Hestya Energy, die heutige HES International B.V., die Anlage von ConocoPhillips. Die Raffinerie wurde jedoch nicht wieder in Betrieb genommen. Seit 2012 wurde das Tanklager als Terminal weiterbetrieben. Die Anzahl der Mitarbeiter wurde dabei stark reduziert, im Mittel des Jahres 2015 wurden 84 Personen beschäftigt. 2018 wurden Pläne über eine Wiederaufnahme der Kraftstoffproduktion bekannt. Im Mai 2020 wurde die Produktion von Naphtha, Gasöl und Schweröl aus schwefelarmem Erdöl mit der zu einer atmosphärischen Destillationskolonne umgebauten ehemaligen Vakuumdestillation wieder aufgenommen.